# قائمة الفصائل المنضمة إلى جبهة فتح الشام
هذه قائمة بالجماعات التي أندمجت مع جبهة فتح الشام خلال الثورة السورية.

## القائمة
|    | التاريخ    | الفصيل                          | عدد المقاتلين | أماكن النشاط           | سبب الانضمام |
| -- | ---------- | ------------------------------- | ------------- | ---------------------- | --- |
| 1  | 12\1\2014  | كتائب عيسى بن مريم              | ؟             | ريف دمشق               | - تقوية موقف جبهة فتح الشام في صراعها مع تنظيم داعش. - تشابه توجهات الكتيبة الفكرية مع توجهات جبهة فتح الشام. |
| 2  | 12\1\2014  | كتائب درع الشام                 | ؟             | ريف دمشق               | - تقوية موقف جبهة فتح الشام في صراعها مع تنظيم داعش. - تشكيل قوة عسكرية موحدة لمحاربة النظام السوري. |
| 3  | 12\1\2014  | كتائب نور الغوطة                | ؟             | ريف دمشق               | - تقوية موقف جبهة فتح الشام في صراعها مع تنظيم داعش. - تشكيل قوة عسكرية موحدة لمحاربة النظام السوري. |
| 4  | 12\1\2014  | سرايا الناصر صلاح الدين         | ؟             | ريف دمشق               | - تقوية موقف جبهة فتح الشام في صراعها مع تنظيم داعش. - تشكيل قوة عسكرية موحدة لمحاربة النظام السوري. |
| 5  | 13\1\2014  | كتيبة صقور العز                 | ؟             | حلب اللاذقية           | - بعد أن وقفت الكتيبة على الحياد في الصراع الذي حصل بين جبهة فتح الشام وداعش ، حصل انشقاق داخلها فانضم بعض أفرادها إلى داعش فيما بايع الجزء الأكبر منهم جبهة فتح الشام.                                                                        |
| 6  | 12\8\2014  | كتيبة سيف الله الشيشاني         | 400           | حلب إدلب               | - قتال تنظيم الدولة. |
| 7  | 26\7\2015  | سرايا الميعاد                   | 70            | حلب                    | - سعياً لتوحيد المقاتلين تحت قيادة واحدة |
| 8  | 23\9\2015  | جيش المهاجرين والأنصار          | 1500          | حلب                    | - دخول الأزمة السورية منعطفاً خطيراً مع التدخل العسكري الروسي وضرورة توحيد الصفوف لمواجهة التطورات العسكرية القادمة. - رغبة بتكوين قوة كبيرة لمواجهة الجيش السوري والقوات الروسية و تنظيم الدولة الإسلامية.                                      |
| 9  | 29\9\2015  | كتيبة التوحيد والجهاد           | 500،700       | حلب إدلب اللاذقية حماة | - جمع كلمة الفصائل بعد التدخل الروسي في سوريا. |
| 10 | 2\10\2015  | كتائب القدس                     | 70            | حلب                    | - استهداف التواجد الروسي في سوريا، إذ جددت الكتيبة بيعتها لجبهة فتح الشام بعد التدخل الروسي في سوريا، وكان ذلك في تاريخ: 2\10\2015. |
| 11 | 2\10\2015  | جماعة القرم الشيشانية           | 170           | حماة                   | - السعي لتكوين قوة كبيرة لضرب التواجد الروسي في سوريا. |
| 12 | 21\2\2016  | كتيبة أنصار الشريعة             | ؟             | دمشق                   | - عدم رضى الكتيبة عن الهدنة التي وقعتها فصائل المعارضة مع الجيش السوري في حي القابون. |
| 13 | 21\2\2016  | كتيبة المنتصر بالله             | ؟             | دمشق                   | - عدم رضى الكتيبة عن الهدنة التي وقعتها فصائل المعارضة مع الجيش السوري في حي القابون ، إذا كانت الكتيبة تتبع لللواء الأول التابع للجيش السوري الحر.                                                                                            |
| 14 | 22\6\2016  | جيش محمد                        | ؟             | إدلب اللاذقية          | - جاء في بيان الانضمام:استجابة للمطالب الشعبية التي تطالب بوحدة جميع الفصائل بخندق واحد بمواجهة قوات النظام والمليشيات الموالية لها المدعومين بهجوم جوي روسي غير مسبوق، مستهدفاً مدن وبلدات وأحياء المدنيين بعموم المدن السورية.                |
| 15 | 5\10\2016  | الكتيبة الثانية-لواء صقور الجبل | 30            | اللاذقية               | - أكدت الكتيبة أنها انفصلت عن اللواء بعد وقوعه في الكثير من الشبهات، أعظمها الاندماج مع الفرقة 13 ، تحت مسمى “جيش ادلب الحر”. |
| 16 | 9\10\2016  | جند الأقصى(1)                   | 1600          | إدلب حماة              | - الاقتتال الذي دار مع أحرار الشام في شمال إدلب وخلف نحو 80 قتيلًا من الفصيلين أغلبهم من عناصر أحرار الشام. - لجوء فصائل من الجيش السوري الحر لجانب أحرار الشام وتأييدها في حربها مع جند الأقصى بهدف اجتثاث الفصيل من المناطق التي يسيطر عليها. |
| 17 | 15\10\2016 | جماعة المرابطين                 | 500           | إدلب حماة              | - حرصاً على جمع الكلمة وتوحيد الصف، وأداءً للمسؤولية والواجب تجاه أهل الشام. |
| 18 | 2\11\2016  | جماعة جند الشريعة               | 300، 400      | إدلب                   | - قال البيان: إن خطوة الاندماج تلك تأتي بهدف توحيد الصفوف بعد "اجتماع قوى الكفر على أهل السُّنة في الشام" و "حرصًا على جمع كلمة المجاهدين وتوحيد صفهم". - سعيُ الجماعة لمبايعة فصيل كبير بعد انفصالها عن ألوية صقور الشام.                         |